# London and North Eastern Railway

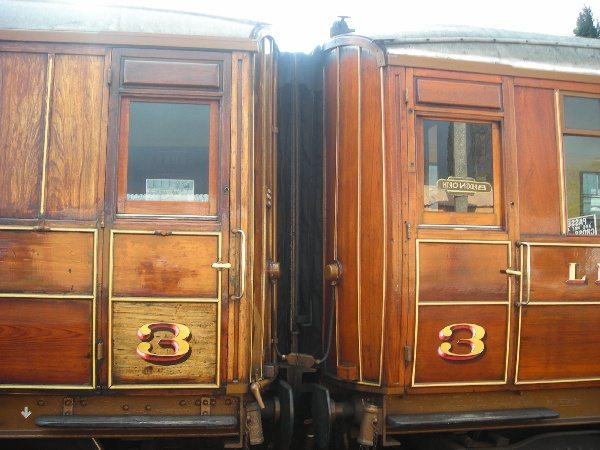
Detalhe de carros de madeira da LNER.

A London and North Eastern Railway (LNER) foi a segunda das quatro grandes companhias ferroviárias ("Big Four") criadas pelo Ato Ferroviário de 1921 na Grã-Bretanha. Ela existiu de 1 de janeiro de 1923 até a nacionalização em 1 de janeiro de 1948, quando ela foi dividida nas regiões leste e nordeste da nova British Railways, e parcialmente a região escocesa.

## Formação
A LNER foi formada por inúmeras companhias ferroviárias constituintes. Entre as principais estão:
- Great Eastern Railway
- Great Central Railway
- Great Northern Railway
- Great North of Scotland Railway
- Hull and Barnsley Railway
- North British Railway
- North Eastern Railway

O total da rota era de 10.605 km (6590 milhas).
A LNER também foi proprietária de:
- 7700 locomotivas, 20.000 carros de passageiros, 29.700 vagões de carga, 140 itens de material rolante elétrico, 6 locomotivas elétricas e 10 carros para trilhos
- 6 turbinas e 36 outros navios a vapor, além de um número de barcos a vapor
- docas e portos em 20 locais, incluindo os portos da costa Nordeste, alguns portos do leste da Escócia, Harwich e Londres
- outros cais e pontes de atracação
- 23 hotéis
- 2 bondes elétricos

## Galeria de imagens

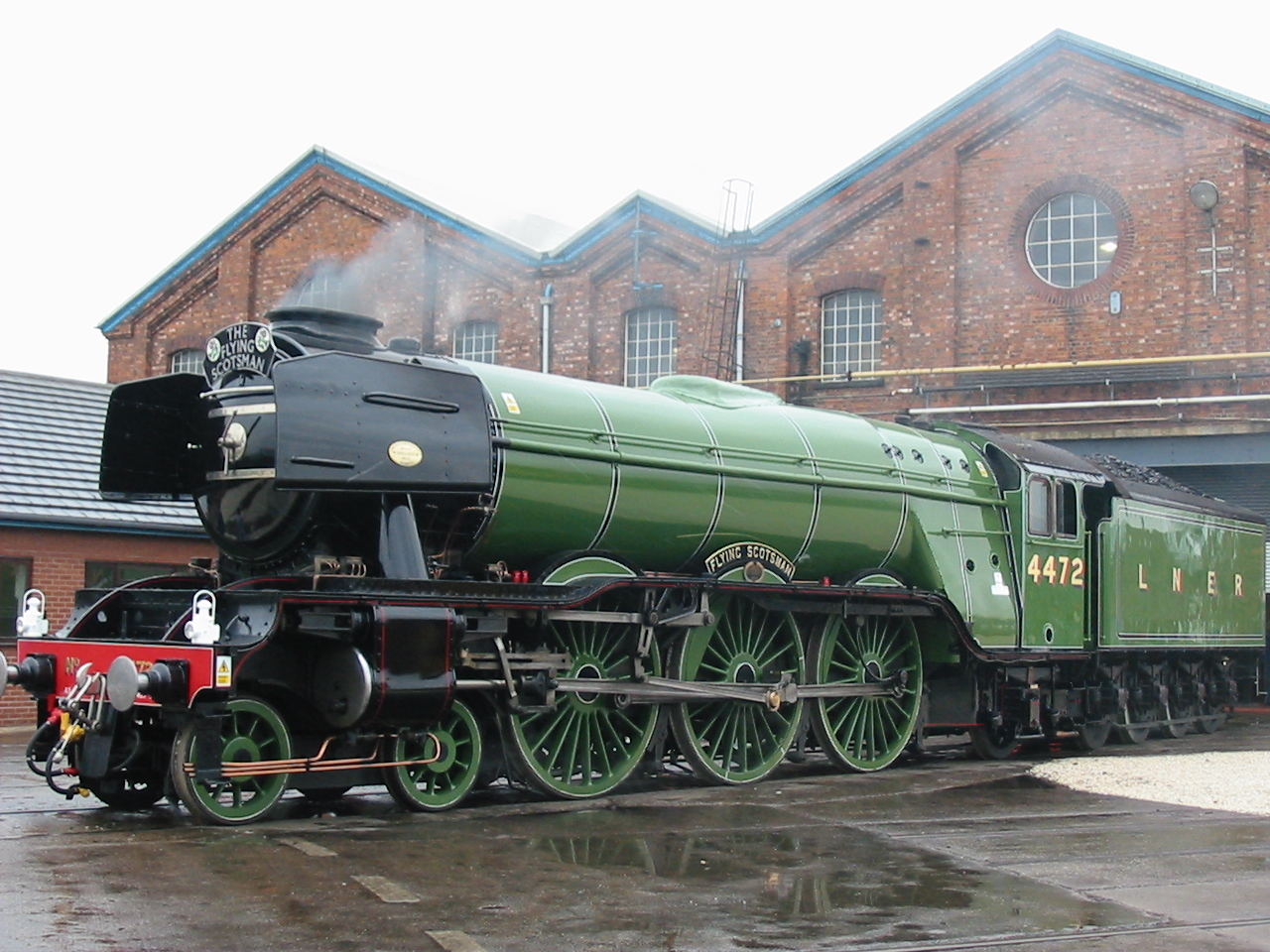
A mais famosa das locomotivas da Classe LNER A1/A3, a A3 4472 Flying Scotsman
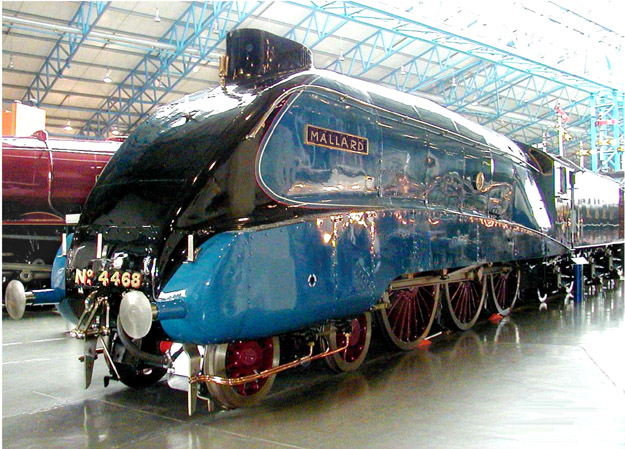
A4 Pacific Mallard, recordista mundial de velocidade para tração a vapor